# Lucius Aurelius Cotta (consul en -119)
Pour les articles homonymes, voir Aurelius Cotta.
Lucius Aurelius Cotta, né vers 162 av. J.-C., est un homme politique de la République romaine, consul en 119 av. J.-C. Père de trois consuls, c'est aussi le grand-père maternel de Jules César.

## Famille
Il est membre de la famille plébéienne des Aurelii.
Le premier consul de sa famille est Caius Aurelius Cotta, par deux fois au milieu du IIIe siècle av. J.-C. et le dernier consul avant lui est Lucius Aurelius Cotta, probablement son père, consul en 144 av. J.-C.
Il est né vers 162 av. J.-C.
Il se marie avec Rutilia, la sœur de Publius Rutilius Rufus, avec qui il a trois fils : Caius, Marcus et Lucius, qui seront tous trois consuls respectivement en 75, 74 et 65 av. J.-C. ; ainsi qu'une fille, Aurelia qui sera la mère de Jules César.

## Biographie
Il est préteur au plus tard en 122 selon les dispositions de la lex Villia. 
Cotta est consul en 119 avec Lucius Caecilius Metellus Delmaticus. Il soutient la politique anti-Gracques menée entre autres par les Caecilii Metelli et Marcus Aemilius Scaurus. Il s'oppose au projet de loi de Marius, alors tribun de la plèbe, instaurant de nouvelles modalités de scrutin afin de réduire l'influence de la nobilitas sur les votes populaires lors des comices. Cotta dépose une motion convoquant Marius devant le Sénat pour qu'il réponde de sa loi. Devant les sénateurs, Marius réplique en menaçant d'arrêter Cotta s'il ne retirait pas sa motion, et fait conduire en prison Metellus qui approuvait Cotta. Le Sénat cède devant Marius et retire la motion,.
Durant son consulat, il mène peut-être une campagne militaire contre les tribus illyriennes et dalmates avec son collègue, même si les sources ne sont pas claires quant à sa participation ou non,,.